# はせ川コーポレーション
株式会社はせ川コーポレーション（はせがわコーポレーション、HASEGAWA CORPORATION Co., Ltd.）は、愛知県春日井市に本社を置きラーメン店およびうなぎ店を展開していた企業である。

## 概要
手打らーめんはせ川を愛知県内に6店舗とうなぎ店を1店舗の計7店舗を展開していた。
2008年（平成20年）7月1日、飲食店経営の株式会社オージィアール三丸を子会社化したものの景気悪化の影響を受け翌年8月には倒産。
2009年（平成21年）9月17日には、らーめん事業部門の一部（泉店、栄店、金山店）を名古屋液化ガス株式会社に譲渡する旨の発表があったが、のちに名古屋液化ガスより譲渡条件の変更要請があり検討の結果合意にいたらず中止となった。同年11月8日にはグリーンシート銘柄の指定取り消しとなった。
2013年（平成25年）3月27日には事業を停止し、同年7月3日に名古屋地方裁判所から破産手続開始決定を受けた。

## 沿革
- 1976年（昭和51年）3月 - らーめん専門店はまっこを個人創業。
- 1984年（昭和59年）1月 - 「有限会社はせ川」を設立。
- 1993年（平成5年）11月 - 株式会社へ組織変更。「株式会社はせ川」となる。
- 2002年（平成14年）1月 - 「株式会社はせ川コーポレーション」に商号を変更。
- 2005年（平成17年）9月30日 - 日本証券業協会グリーンシートに登録。
- 2008年（平成20年）7月1日 - 株式会社オージィアール三丸を子会社化。
- 2009年（平成21年）
  - 8月 - 子会社の株式会社オージィアール三丸が倒産。
  - 11月8日 - グリーンシート銘柄の指定取り消し。
- 2013年（平成25年）
  - 3月15日 - ラーメン店4店およびうなぎ店1店舗を外食専門事業再生コンサルティング会社の中部トラスト株式会社へ事業譲渡[4]。
  - 3月27日 - 事業停止。
  - 7月3日 - 名古屋地方裁判所から破産手続開始決定を受ける。